# 普萊西斯 (紐約州)
普萊西斯（英語：Plessis）是位於美國紐約州傑佛遜縣的普查規定居民點。

## 人口
根據2020年美國人口普查的數據，普萊西斯的面積為0.90平方千米，皆為陸地。當地共有人口126人，而人口密度為每平方千米140人。